# Perth
Perth (wym. [ˈpɜrθ]) – miasto w Australii będące stolicą stanu Australia Zachodnia. Położone jest przy ujściu rzeki Łabędziej do Oceanu Indyjskiego, u podnóża gór Darling. Jest czwartym miastem Australii pod względem populacji, zamieszkuje je ponad 2,3 mln mieszkańców.

## Historia
Perth założone zostało w 1829 r. Zostało tak nazwane przez Jamesa Stirlinga na cześć miasta w Szkocji o tej samej nazwie. W 1856 królowa Wiktoria nadała Perth prawa miejskie. W 1877 doprowadzono linię telegraficzną z Adelaide. Silny rozwój nastąpił po odkryciu w pobliżu miasta złóż złota na przełomie XIX i XX w. Populacja zwiększyła się z ok. 8 tys. w 1891 do 27,5 tys. w 1901. Do rozwoju miasta przyczyniło się także zbudowanie portu we Fremantle oraz doprowadzenie transkontynentalnej linii kolejowej z Adelaide w 1917. W 1911 w mieście powstał pierwszy uniwersytet. W 1930 ukończono połączenie telefoniczne Perth z Adelajdą i resztą kraju.

## Zabytki
- katedra św. Jerzego

## Gospodarka
W mieście rozwinął się przemysł spożywczy, środków transportu, chemiczny, włókienniczy, materiałów budowlanych oraz drzewny.

## Geografia
Perth leży nad rzeką Swan, przy jej ujściu do Oceanu Indyjskiego. Centrum miasta i większość przedmieść położone jest na piaszczystym i stosunkowo płaskim terenie. Cała aglomeracja rozciąga się na długości ok. 125 km wzdłuż wybrzeża oraz do ok. 50 km w głąb lądu.
Perth jest bardzo odosobnioną metropolią. Od najbliższego dużego miasta – Adelajdy dzieli je ok. 2100 km w linii prostej, a ok. 2600 km drogą lądową. Do Sydney jest stąd dalej niż choćby do Dżakarty.
Niska roczna suma opadów i rosnąca liczba mieszkańców powodują trudności w zaopatrzeniu miasta w wodę pitną. Istnieją obawy, że w ciągu najbliższych 10 lat wystąpią znaczące braki wody. W związku z tym planowane są liczne inwestycje w tym zakresie takie jak: stacja odsalania wody morskiej w Kwinana, budowa studni artezyjskiej w Yarragadee i wodociąg sprowadzający wodę z rejonu Kimberley.

## Klimat
Lato w Perth trwa 2/3 roku, środek lata jest gorący i suchy. Najcieplejszym miesiącem jest styczeń i luty ze średnimi temperaturami w dzień przekraczającymi +30 °C. Rekord temperatury padł 23 lutego 1991 roku na lotnisku (Perth Airport) i wyniósł +46,7 °C. Ochłodę w upalne dni przynosi bryza znad Oceanu Indyjskiego – Fremantle Doctor. Najchłodniejszy okres trwa od czerwca do sierpnia, występują wtedy temperatury rzędu +18-20 °C w ciągu dnia. Spada wtedy większość całorocznego opadu deszczu. Najzimniejszym dniem w historii Perth był 17 czerwca 2006 roku; zanotowano wtedy jedyny raz w historii temperaturę ujemną: –0,7 °C. W Perth notuje się duże roczne nasłonecznienie, największe spośród pięciu australijskich metropolii. Wiele dni jest pogodnych lub bezchmurnych. Długość dnia waha się od 10 do 14 godzin. Temperatura oceanu waha się od ok. 19 °C w okresie wrzesień-październik do ok. 23 °C w okresie luty-kwiecień.
| Miesiąc                                                                                                   | Sty  | Lut  | Mar  | Kwi  | Maj  | Cze  | Lip  | Sie  | Wrz  | Paź  | Lis  | Gru  | Roczna |
| --- | ---- | ---- | ---- | ---- | ---- | ---- | ---- | ---- | ---- | ---- | ---- | ---- | ------ |
| Średnie temperatury w dzień [°C]                                                                          | 31.3 | 31.7 | 29.6 | 25.9 | 22.3 | 19.4 | 18.4 | 19.1 | 20.4 | 23.4 | 26.6 | 29.1 | 24,8   |
| Średnie dobowe temperatury [°C]                                                                           | 24.8 | 25.0 | 23.2 | 19.9 | 16.4 | 14.0 | 13.1 | 13.7 | 15.0 | 17.5 | 20.5 | 22.8 | 18,8   |
| Średnie temperatury w nocy [°C]                                                                           | 18.2 | 18.3 | 16.7 | 13.8 | 10.5 | 8.6  | 7.7  | 8.3  | 9.6  | 11.5 | 14.3 | 16.4 | 12,8   |
| Opady [mm]                                                                                                | 15.4 | 8.5  | 20.3 | 37.8 | 91.1 | 126  | 145  | 122  | 88.0 | 38.6 | 23.7 | 10.1 | 728    |
| Średnia liczba dni z opadami                                                                              | 2.7  | 2.1  | 4.3  | 7.1  | 11.5 | 14.7 | 17.1 | 15.7 | 15.0 | 8.8  | 6.0  | 3.6  | 109    |
| Średnie usłonecznienie [h]                                                                                | 357  | 319  | 298  | 249  | 214  | 177  | 189  | 223  | 231  | 298  | 318  | 357  | 3221   |
| Źródło: Bureau of Meteorology (liczba dni z opadami dla wartości 0,1 mm, wysokość 25 m n.p.m., 1994-2019) |      |      |      |      |      |      |      |      |      |      |      |      |        |

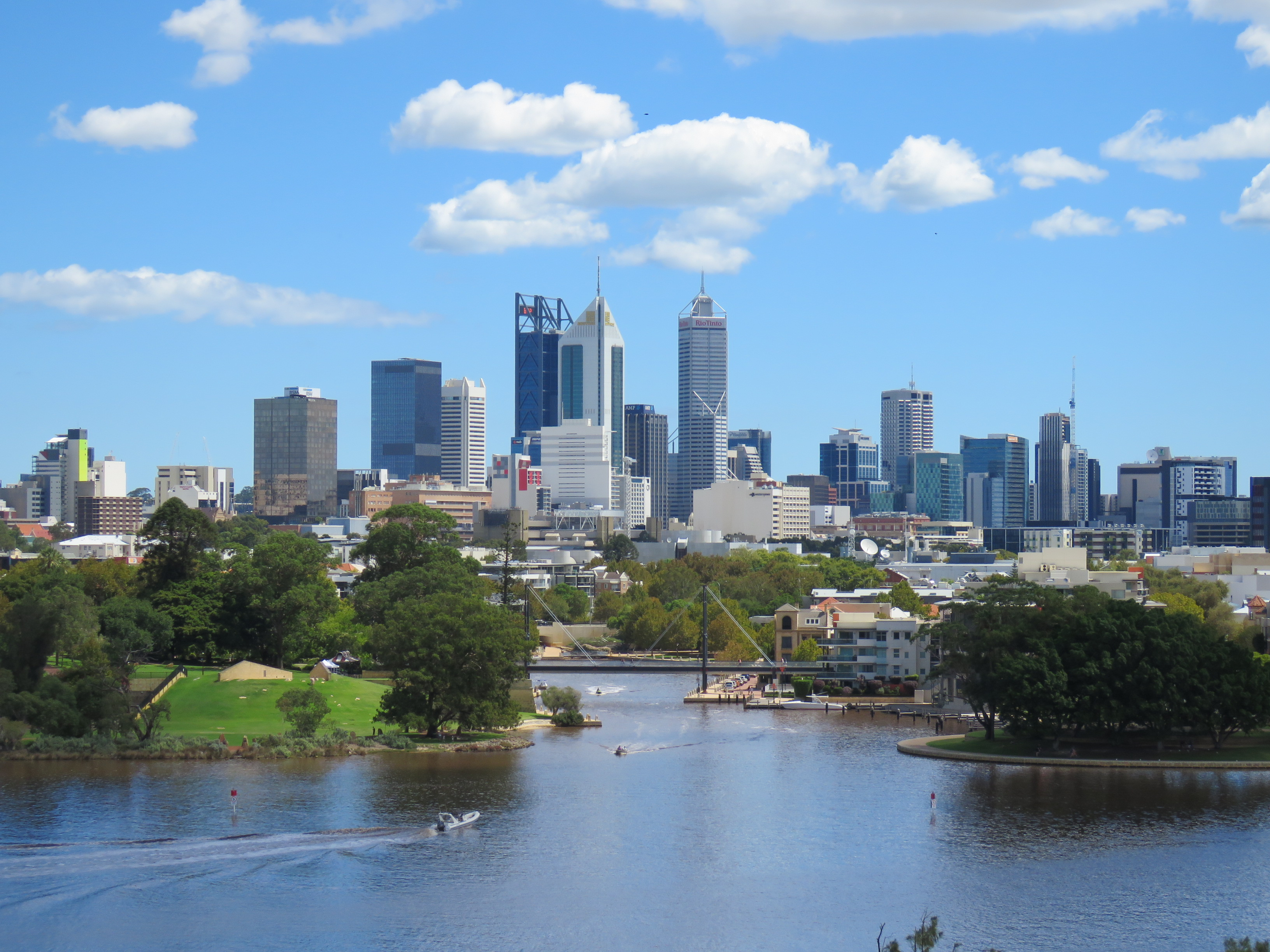
Panorama śródmieścia Perth

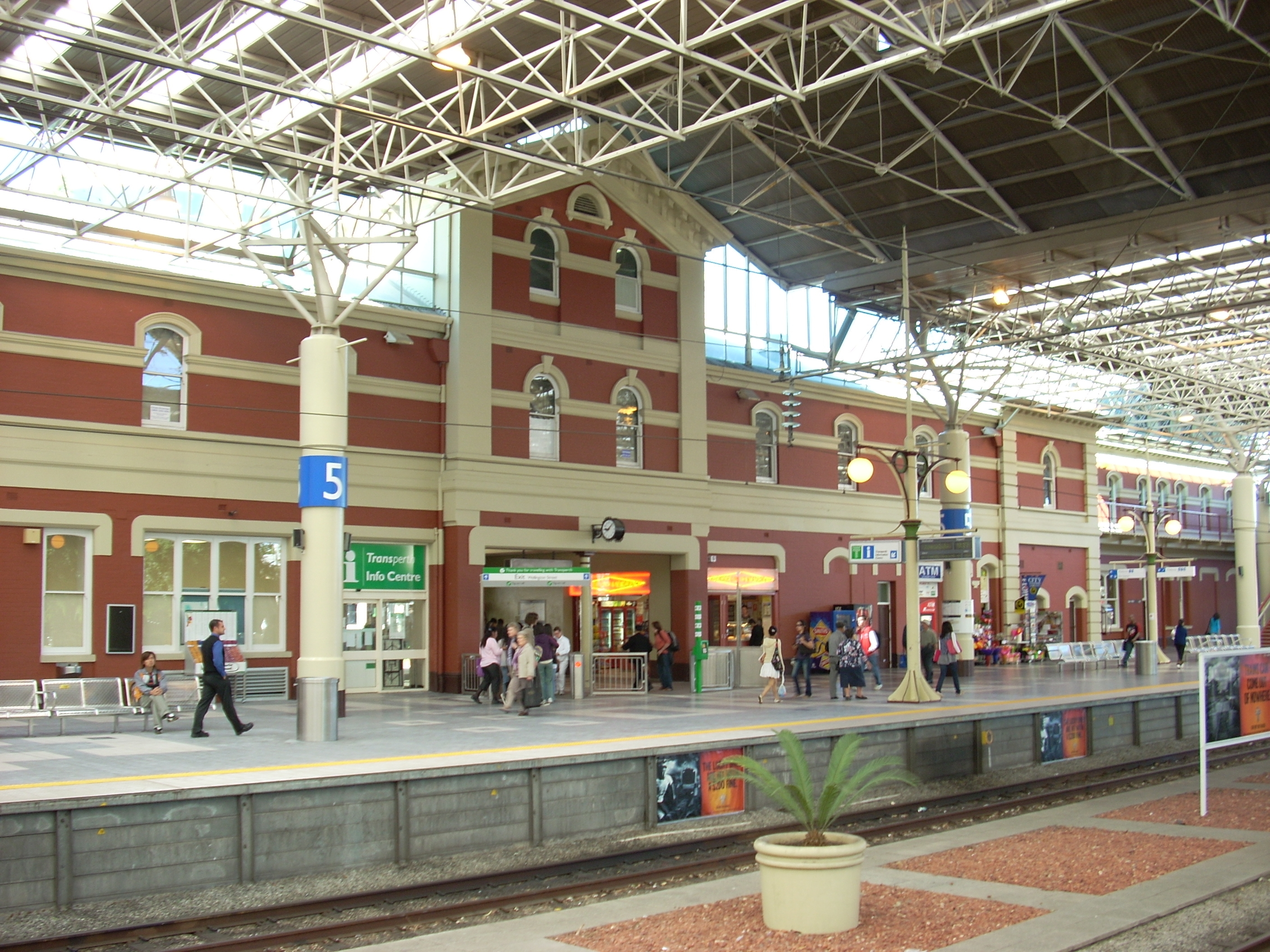
Główna stacja kolejowa w Perth

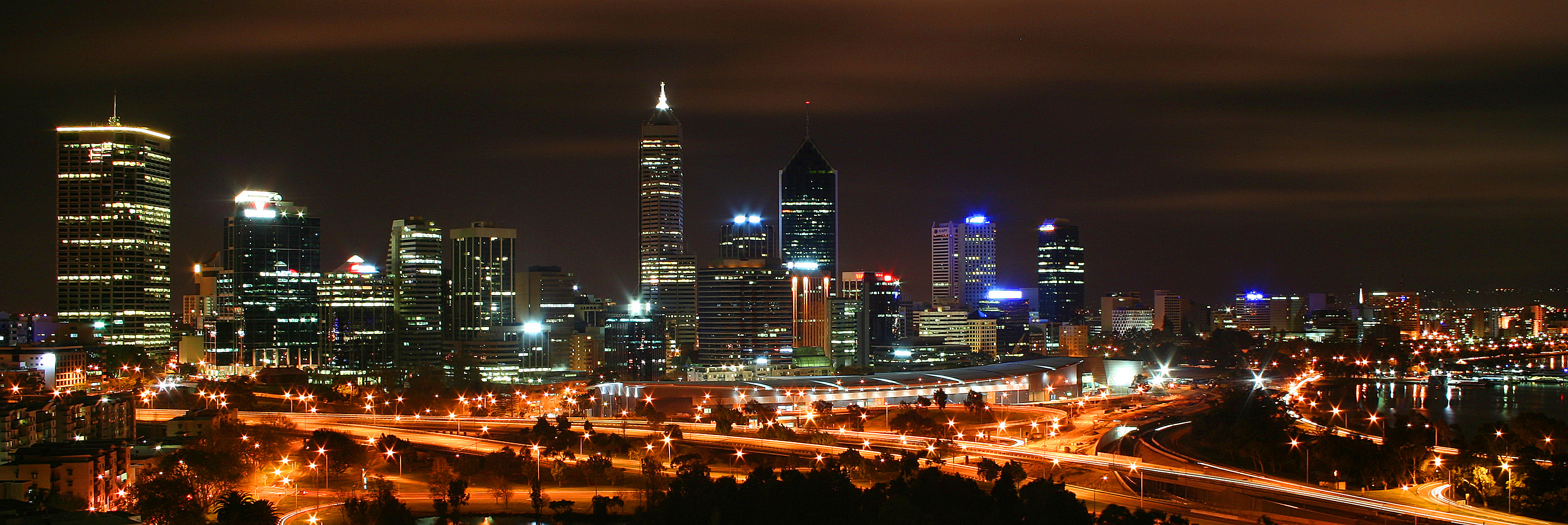
Centrum miasta w nocy

| Miesiąc | Sty  | Lut  | Mar  | Kwi  | Maj  | Cze  | Lip  | Sie  | Wrz  | Paź  | Lis  | Gru  | Roczna |
| --- | ---- | ---- | ---- | ---- | ---- | ---- | ---- | ---- | ---- | ---- | ---- | ---- | ------ |
| Średnie temperatury w dzień [°C]                                                                                       | 29.8 | 30.4 | 28.8 | 25.3 | 22.2 | 19.5 | 18.4 | 18.9 | 19.9 | 22.3 | 25.4 | 27.8 | 24,1   |
| Średnie dobowe temperatury [°C]                                                                                        | 24.1 | 24.6 | 23.1 | 20.3 | 17.4 | 15.1 | 14.1 | 14.5 | 15.5 | 17.4 | 20.1 | 22.2 | 19,1   |
| Średnie temperatury w nocy [°C]                                                                                        | 18.3 | 18.7 | 17.4 | 15.3 | 12.5 | 10.6 | 9.7  | 10.1 | 11.0 | 12.5 | 14.8 | 16.5 | 14,0   |
| Opady [mm] | 20.3 | 11.7 | 20.7 | 39.3 | 87.7 | 127  | 150  | 119  | 79.0 | 41.9 | 22.2 | 11.5 | 734    |
| Średnia liczba dni z opadami                                                                                           | 2.8  | 1.9  | 4.0  | 7.4  | 11.8 | 16.7 | 18.3 | 17.3 | 15.1 | 8.9  | 5.3  | 3.5  | 113    |
| Źródło: Bureau of Meteorology (liczba dni z opadami dla wartości 0,1 mm, wysokość 41 m n.p.m., nad oceanem, 1993-2019) |      |      |      |      |      |      |      |      |      |      |      |      |        |

| Sty  | Lut  | Mar  | Kwi  | Maj  | Cze  | Lip  | Sie  | Wrz  | Paź  | Lis  | Gru  | Rok |
| ---- | ---- | ---- | ---- | ---- | ---- | ---- | ---- | ---- | ---- | ---- | ---- | --- |
| 21,9 | 22,8 | 23,4 | 22,8 | 22,1 | 21,3 | 19,9 | 19,4 | 19,0 | 18,9 | 19,6 | 20,9 | 21  |

## Demografia
W pierwszym wieku istnienia miasta głównym źródłem osadników były Wielka Brytania i Irlandia. W latach 20. i 30. XX w. przybyło wielu imigrantów z Grecji i Włoch. Od zakończenia II wojny światowej napływa coraz więcej różnych narodowości, takich jak Holendrzy, Niemcy, Chorwaci, Macedończycy i inni. Wciąż przybywa też wielu Brytyjczyjków. W ostatnich dekadach ważnym kierunkiem przybywania migrantów stała się Azja Południowo-Wschodnia (Malezja, Indonezja, Wietnam, Singapur, Chiny, Indie).

## Transport
Głównym lotniskiem Perth jest Perth Airport, położone we wschodniej części miasta. Lotnisko Jandakot na południowych przedmieściach obsługuje głównie awionetki.
Transport publiczny to przede wszystkim pociągi, autobusy i promy. W całej metropolii znajduje się 59 stacji kolejowych i 15 dworców autobusowych.
Rozpoczynająca się w Perth linia kolejowa Indian Pacific łączy je z Adelaide i Sydney (przez Kalgoorlie).

## Edukacja
Obowiązek szkolny w Australii obejmuje dzieci i młodzież w wieku od 6 do 17 lat i jest realizowany najpierw w szkołach podstawowych, a później w szkołach średnich. Naukę można kontynuować na uniwersytetach, uczelniach technicznych lub college'ach.

### Szkoły podstawowe i średnie
Uczniowie mogą uczęszczać do szkół publicznych, prowadzonych przez organy rządowe odpowiedzialne za edukację, lub do szkół prywatnych prowadzonych zazwyczaj przez wspólnoty religijne i kościoły.
Western Australian Certificate of Education (WACE) to zaświadczenie przyznawane uczniom, którzy ukończyli 11 i 12 rok edukacji w szkole średniej.

## Sport
W Perth swoje siedziby mają popularne australijskie kluby sportowe:
- West Coast Eagles FC – liga AFL (futbol australijski)
- Fremantle Football Club – liga AFL
- Perth Wildcats – liga NBL
- Western Force – liga Super 14 (rugby)
- Perth Glory FC – zespół piłkarski, występujący w A-League, dwukrotny mistrz kraju.
- Perth Scorchers – drużyna krykieta, występująca w Big Bash League, wicemistrz kraju z sezonu 2011/2012.

## Inne informacje
W mieście znajduje się polski konsulat honorowy.